# Louis Soonius
Lodewijk (Louis) Soonius (Den Haag, 10 maart 1883 – Den Haag, 9 maart 1956) was een Nederlandse kunstschilder.

## Vroege leven en opleiding
Louis Soonius werd geboren in 1883 in Den Haag, in een rooms-katholiek gezin. Zijn vader was groentekweker en zijn moeder zorgde fulltime voor de kinderen. Soonius begon met tekenen op 17-jarige leeftijd en begon in 1900 als schilder bij de Plateelbakkerij Rozenburg. Rond 1905 begon hij met lessen aan de Koninklijke Academie voor Beeldende Kunsten in Den Haag.

## Koninklijke Subsidie voor Vrije Schilderkunst
In 1913 won Soonius de Koninklijke Subsidie voor Vrije Schilderkunst, wat hem in staat stelde zich volledig op de schilderkunst te richten en zijn baan bij Rozenburg op te geven.

## Haagsche Schetsclub
Na de Eerste Wereldoorlog sloot Soonius zich aan bij de Haagsche Schetsclub, waar hij voornamelijk naakten exposeerde en daarmee meer bekendheid verwierf. Hij kwam in contact met verschillende kunsthandelaren die zijn werk onder de aandacht brachten.

## Jaren '30 en successen
De jaren '30 waren zeer vruchtbaar voor Soonius. Hij had verschillende tentoonstellingen en zijn werk werd aangekocht door de Vereniging Monumentenzorg. In 1939 schilderde Soonius het portret van Koningin Wilhelmina voor de Bataafse Petroleum Maatschappij, dat breed werd uitgemeten in alle nationale en regionale kranten. Vlak voor het uitbreken van de Tweede Wereldoorlog werd Soonius' werk tentoongesteld in Onze kunst van heden in het Rijksmuseum.

## Latere jaren en dood
In de jaren '50 schilderde Soonius tot zijn dood in 1956.